# Народна библиотека Сребреница
ЈУ Народна библиотека Сребреница је основана 1959. године, када Савјет за просвјету и културу СО Сребреница обезбеђује средства за куповину неколико стотина књига. До 2007. године Библиотека је била у саставу као радна јединица прво Народног универзитета „Звонимир Шубић“, касније Дома културе, а од 2007. године је самостална установа која својим радом и ангажманом учествује у креирању културне политике општине Сребреница и пружању ваннаставног образовања. Смјештена је на 444 метара квадратних у згради Културног центра Сребреница.  
Библиотека располаже са разноврсним књижним фондом који броји 39.500 монографских публикација и 683 серијске публикације. 
Године 2010. Библиотека је уз подршку Министарства просвјете и културе РС, општине Сребреница и Италијанске кооперације, канцеларија у Сребреници, отворила у Скеланима подручно одјељење чији књижни фонд броји преко четири хиљаде библиотечких јединица. 

## Организација
Библиотека има следећа одјељења:
- Дјечије одјељење
- Одјељење стране књиге
- Научно одјељење
- Завичајну збирку
- Збирку старе и ријетке књиге
- Музејска збирка је формирана 1990. године и тада се у одјељењу налазила вриједна археолошка, те етнолошка и историјска збирка.